# In Fabric
In Fabric è un film del 2018 scritto e diretto da Peter Strickland.

## Trama
In un'atmosfera tra l'onirico e il surreale, in un grande negozio, un elegante vestito rosso viene venduto da una strana e misteriosa commessa a una donna che vuole indossarlo a un appuntamento preso con uno sconosciuto tramite un annuncio su un giornale. L'abito si rivela quasi dotato di vita propria, è maledetto e la modella che lo ha indossato subito dopo la sua creazione è morta tragicamente.
La donna che lo indossa manifesta subito un rash cutaneo, poi, oltre ad avere degli incubi inquietanti, è vittima di un incidente domestico e viene aggredita da un cane. Disfarsi del vestito è impossibile e quando la donna prova a gettarlo via muore in un incidente stradale. Il vestito, che rimane perfettamente integro sia dopo i morsi del cane sia dopo il rogo dell'auto, viene acquistato da un gruppo di amici
per farlo indossare per gioco a un loro collega durante la sua festa di addio al celibato. Sia l'uomo che la fidanzata sono vittime dell'iniziale allergia alla pelle e degli incubi, poi lui muore asfissiato per un cattivo funzionamento della caldaia a gas. La ragazza prova a riportare il vestito al negozio e muore nell'incendio dell'intero magazzino.
Il film termina con il sorriso della commessa tra i manichini bruciati mentre osserva le vittime del vestito. Ognuna è china su una macchina da cucire in un diverso piano sotterraneo intenta a cucire un vestito rosso. E sempre più in basso altre macchine da cucire sono in attesa.

## Distribuzione
Ha debuttato al Toronto Film Festival il 13 settembre 2018 per poi essere distribuito nelle sale britanniche il 28 giugno 2019.